# Wereldbeker voetbal 1961
De Wereldbeker van 1961 werd gespeeld tussen het Portugese SL Benfica en het Uruguayaanse Peñarol. Voor de Zuid-Amerikanen was het de tweede keer op rij dat ze in de wereldbeker voor clubs stonden. Benfica won de eerste wedstrijd met het kleinste verschil. Peñarol versloeg de Portugezen in eigen huis met 5-0. Omdat elk team een wedstrijd had gewonnen, volgde er een derde duel. Die partij werd gewonnen door de Uruguayanen.

## Wedstrijddetails
|                  |            |       |         |                                                                                         |
| 4 september 1961 | Benfica    | 1 – 0 | Peñarol | Estádio da Luz, Lissabon Toeschouwers: 40.000 Scheidsrechter: Otmar Huber (Zwitserland) |
| 4 september 1961 | Coluna 60' |       |         | Estádio da Luz, Lissabon Toeschouwers: 40.000 Scheidsrechter: Otmar Huber (Zwitserland) |

| Benfica | Peñarol |

| Benfica:      |    |                          |
|               |    |                          |
| GK            | 1  | Alberto da Costa Pereira |
| DF            | 2  | Ângelo Martins           |
| DF            | 3  | António Saraiva          |
| DF            | 4  | Mario João               |
| MF            | 5  | José Neto                |
| MF            | 6  | Fernando Cruz            |
| FW            | 7  | José Augusto             |
| FW            | 8  | Joaquim Santana          |
| FW            | 9  | José Águas               |
| FW            | 10 | Mário Coluna             |
| FW            | 11 | Domiciano Cavém          |
| Coach:        |    |                          |
| Béla Guttmann |    |                          |

| Peñarol:        |    |                     |
|                 |    |                     |
| GK              | 1  | Luis Maidana        |
| DF              | 2  | Edgardo González    |
| DF              | 3  | William Martínez    |
| DF              | 4  | Walter Aguerre      |
| MF              | 5  | Néstor Gonçalves    |
| MF              | 6  | Núber Cano          |
| FW              | 7  | Luis Cubilla        |
| FW              | 8  | Alberto Spencer     |
| FW              | 9  | Ángel Rubén Cabrera |
| FW              | 10 | José Sacía          |
| FW              | 11 | Ernesto Ledesma     |
| Coach:          |    |                     |
| Roberto Scarone |    |                     |

|                   |                                                 |       |         |                                                                                                   |
| 17 september 1961 | Peñarol                                         | 5 – 0 | Benfica | Estadio Centenario, Montevideo Toeschouwers: 56.358 Scheidsrechter: Carlos Nai Foino (Argentinië) |
| 17 september 1961 | Sasía 10' (pen.) Joya 19', 28' Spencer 42', 58' |       |         | Estadio Centenario, Montevideo Toeschouwers: 56.358 Scheidsrechter: Carlos Nai Foino (Argentinië) |

| Peñarol | Benfica |

| Peñarol:        |    |                  |
|                 |    |                  |
| GK              | 1  | Luis Maidana     |
| DF              | 2  | William Martínez |
| DF              | 3  | Núber Cano       |
| DF              | 4  | Edgardo González |
| MF              | 5  | Néstor Gonçalves |
| MF              | 6  | Walter Aguerre   |
| FW              | 7  | Luis Cubilla     |
| FW              | 8  | Ernesto Ledesma  |
| FW              | 9  | José Sacía       |
| FW              | 10 | Alberto Spencer  |
| FW              | 11 | Juan Joya        |
| Coach:          |    |                  |
| Roberto Scarone |    |                  |

| Benfica:      |    |                          |
|               |    |                          |
| GK            | 1  | Alberto da Costa Pereira |
| DF            | 2  | Ângelo Martins           |
| DF            | 3  | António Saraiva          |
| DF            | 4  | Mario João               |
| MF            | 5  | José Neto                |
| MF            | 6  | Fernando Cruz            |
| FW            | 7  | José Augusto             |
| FW            | 8  | Joaquim Santana          |
| FW            | 9  | António Mendes           |
| FW            | 10 | Mário Coluna             |
| FW            | 11 | Domiciano Cavém          |
| Coach:        |    |                          |
| Béla Guttmann |    |                          |

|                               |                      |       |             |                                                                                                 |
| 19 september 1961 21:00 UTC−3 | Peñarol              | 2 – 1 | Benfica     | Estadio Centenario, Montevideo Toeschouwers: 60.241 Scheidsrechter: José Praddaude (Argentinië) |
| 19 september 1961 21:00 UTC−3 | Sasía 5', 40' (pen.) |       | 35' Eusébio | Estadio Centenario, Montevideo Toeschouwers: 60.241 Scheidsrechter: José Praddaude (Argentinië) |

| Peñarol | Benfica |

| Peñarol:        |    |                  |
|                 |    |                  |
| GK              | 1  | Luis Maidana     |
| DF              | 2  | William Martínez |
| DF              | 3  | Núber Cano       |
| DF              | 4  | Edgardo González |
| MF              | 5  | Néstor Gonçalves |
| MF              | 6  | Walter Aguerre   |
| FW              | 7  | Luis Cubilla     |
| FW              | 8  | Ernesto Ledesma  |
| FW              | 9  | José Sacía       |
| FW              | 10 | Alberto Spencer  |
| FW              | 11 | Juan Joya        |
| Coach:          |    |                  |
| Roberto Scarone |    |                  |

| Benfica:      |    |                          |
|               |    |                          |
| GK            | 1  | Alberto da Costa Pereira |
| DF            | 2  | Ângelo Martins           |
| DF            | 3  | Humberto Fernandes       |
| DF            | 4  | Fernando Cruz            |
| MF            | 5  | José Neto                |
| MF            | 6  | Domiciano Cavém          |
| FW            | 7  | José Augusto             |
| FW            | 8  | Eusébio                  |
| FW            | 9  | José Águas               |
| FW            | 10 | Mário Coluna             |
| FW            | 11 | Anónio Simões            |
| Coach:        |    |                          |
| Béla Guttmann |    |                          |

| Winnaar Wereldbeker voetbal 1961          |
| ----------------------------------------- |
| Peñarol 1e titel (1e keer wereldkampioen) |

1960 · 1961 · 1962 · 1963 · 1964 · 1965 · 1966 · 1967 · 1968 · 1969 · 1970 · 1971 · 1972 · 1973 · 1974 · 1975 · 1976 · 1977 · 1978 · 1979 · 1980 · 1981 · 1982 · 1983 · 1984 · 1985 · 1986 · 1987 · 1988 · 1989 · 1990 · 1991 · 1992 · 1993 · 1994 · 1995 · 1996 · 1997 · 1998 · 1999 · 2000 · 2001 · 2002 · 2003 · 2004